# چاه قادربخش اندبلوچی
چاه قادربخش اندبلوچی یا چاه حاج قادربخش روستایی در دهستان پیشین بخش پیشین شهرستان راسک استان سیستان و بلوچستان ایران است.

## جمعیت
بر پایه سرشماری عمومی نفوس و مسکن در سال ۱۳۹۵ جمعیت این روستا ۴۲ نفر (۱۶خانوار) بوده‌است.